# Kalyon Group
Kalyon Group is een Turks conglomeraat met grote belangen in de bouw. Het werd opgericht door Ömer Faruk Kalyoncu.
In 2013 maakte het deel uit van een joint venture die het contract van 22 miljard euro won voor de bouw van een derde internationale luchthaven in Istanbul. Andere contracten omvatten het Metrobus-systeem van Istanbul, de bouw van een nieuw stadion voor İstanbul Büyükşehir Belediyesi SK, Karapınar zonne-energiecentrale, en de herontwikkeling van het Taksim Gezi-park om de Taksim-militaire kazerne te reconstrueren.
Het bedrijf werd in 1974 opgericht door Hasan Kalyoncu en wordt nu geleid door zijn zonen. Kalyoncu was een goede vriend van de voormalige premier Turgut Özal. Kalyon werd in 2013 door de BBC beschreven als "een bedrijf dat nauwe banden heeft met de regerende Partij voor Rechtvaardigheid en Ontwikkeling (AK)".